# XMPP Standards Foundation
XMPP Standards Foundation (с англ. — «Фонд стандартов XMPP», ранее Jabber Software Foundation) — независимая некоммерческая организация по разработке стандартов, основной задачей которой является определение открытых протоколов для обмена мгновенными сообщениями, связи и совместной работы в режиме реального времени, на основе расширяемого протокола XMPP от IETF.
Фонд стандартов XMPP предоставляет информацию и инфраструктуру для всемирного сообщества разработчиков XMPP, поставщиков услуг и конечных пользователей. Кроме того, организация руководит Программой лицензирования товарных знаков Jabber (англ. Jabber Trademark Licensing Program). В основе XSF лежит его конструкция которая предполагает, что члены XSF избирают Совет XMPP (группа осуществляющая контроль над технической стороной развития XMPP) и Совет директоров XSF (занимающийся деловыми вопросами внутри организации). Правление назначает различные команды (такие как команда редакторов и команда, отвечающая за совершенствование и обслуживание инфраструктуры XSF), а также должности исполнительного директора, казначея и секретаря.

## История организации
В августе 2001 года был создан Фонд программного обеспечения Jabber (англ. Jabber Software Foundation) для обеспечения координации и контроля растущего, на тот момент, числа проектов с открытым исходным кодом, а также коммерческих структур которые создавали и/или использовали технологии Jabber.
В октябре 2002 года формирование группы по работе над XMPP утверждено IESG. В результате, JSF, формально вносит базовые протоколы Jabber как Интернет стандарт и назначает IETF работать над контролем изменений этих протоколов под названием Extensible Messaging and Presence Protocol (XMPP). В ноябре того же года первое заседание группы по работе над XMPP проводится на IETF 55 и включает презентации Джереми Миллера (англ. Jeremie Miller), Джо Хильдебранда (англ. Joe Hildebrand) и Питера Сен-Андре (норв. Peter Saint-Andre).
В 2003 году группа по работе над XMPP завершает работу по формализации базовых протоколов Jabber, для их дальнейшей адаптации, к ним относятся Протоколы мгновенных сообщений и присутствия, одобренные IETF; последующие изменения базовых протоколов направлены на повышение безопасности и интернационализации. Jabber Inc. подаёт уведомление IETF об интеллектуальной собственности в отношении товарного знака JABBER.
В октябре 2004 года IETF публикует RFC 3920 и RFC 3921, определяющие базовую функциональность XMPP в качестве Предлагаемого стандарта. После публикации документов RFC на XMPP IETF объявляет о завершении группы по работе над XMPP. Тем не менее, разработка дополнительных расширений для XMPP (или XEP) продолжается на XSF.
В 2005 году с июня по август JSF участвует в Google Summer of Code. А в августе продолжается внедрение и развертывание крупномасштабных сервисов на базе XMPP, о чём свидетельствует запуск Google Talk.
В 2006 году с июня по август JSF продолжает участие в Google Summer of Code. В июле первый Саммит XMPP был проведен в Портленде (Орегон). В октябре JSF переименовывает «Предложения по расширению Jabber» (JEP) в «Протоколы расширения XMPP» (XEP) и перемещает их на веб-сайт xmpp.org. В декабре JSF вступает в партнерство с StartCom, чтобы предоставлять бесплатные цифровые сертификаты администраторам серверов XMPP через промежуточный центр сертификации XMPP (англ. XMPP Intermediate Certification Authority).
В январе 2007 года Jabber Software Foundation переименовывается в XMPP Standards Foundation, чтобы более точно описать внимание к разработке расширений открытого протокола для базовых спецификаций XMPP IETF, а не программного обеспечения с открытым исходным кодом Jabber. В феврале XSF проводит второй Саммит XMPP в Брюсселе. Помимо этого, XSF продолжает участвовать в Google Summer of Code. В июле XSF проводит третий Саммит XMPP в Портленде (Орегон).
В 2008 году проводятся четвёртый и пятый Саммиты XMPP в феврале, в Брюсселе и июле, в Портленде (Орегон) соответственно.
В 2009 году проводятся шестой и седьмой Саммиты XMPP в феврале, в Брюсселе и июле, в Сан-Хосе (Калифорния) соответственно.
В 2010 году проводятся восьмой и девятый Саммиты XMPP в феврале, в Брюсселе и июле, в Портленде (Орегон) соответственно.
В феврале 2011 года XSF проводит десятый Саммит XMPP в Брюсселе, совмещенный с промежуточным совещанием рабочей группы IETF по XMPP, с особым акцентом на интернационализацию. В марте IETF публикует RFC 6120 и RFC 6121, обновляющие базовое определение XMPP. Помимо этого, XSF продолжает участвовать в Google Summer of Code.
В феврале 2012 года XSF проводит одиннадцатый Саммит XMPP в Брюсселе, XSF также завершает значительные изменения в расширении многопользовательского чата XMPP (XEP-0045). Помимо этого, XSF продолжает участвовать в Google Summer of Code. В октябре XSF проводит двенадцатый Саммит XMPP в Портленде (Орегон).
В 2013 году проводятся тринадцатый и четырнадцатый Саммиты XMPP в феврале, в Брюсселе и октябре, в Портленде (Орегон) соответственно.
В январе 2014 года XSF проводит пятнадцатый Саммит XMPP в Брюсселе. В мае операторы серверов в общедоступной сети XMPP начали постоянно обновляются до зашифрованных соединений. В сентябре XSF проводит шестнадцатый Саммит XMPP в Берлине. В октябре IETF публикует RFC 7395, определяющий XMPP через WebSocket.
В феврале 2015 года XSF проводит семнадцатый Саммит XMPP в Брюсселе. В Июне IETF публикует RFC 7590, в котором обновляется информация об использовании Протокол защиты транспортного уровня в XMPP. Помимо этого, XSF продолжает участвовать в Google Summer of Code. В сентябре IETF публикует RFC 7622, модернизирующий определение адресов в XMPP. В октябре XSF проводит восемнадцатый Саммит XMPP в Ричленде (Вашингтон).
В 2016 году XSF проводит девятнадцатый Саммит XMPP в Брюсселе. В мае XSF проводит двадцатый Саммит XMPP в Остине (Техас) и проводит стенд на PyCon 2016 в Портленде (Орегон). В ноябре XSF приняла специальную группу по интересам в сфере Интернета вещей.
В феврале 2017 года XSF проводит двадцать первый Саммит XMPP в Брюсселе.
В феврале 2018 года XSF проводит двадцать второй Саммит XMPP в Брюсселе.

## Список членов Фонда стандартов XMPP[16]
В этом разделе представлен список всех членов XMPP Standards Foundation в настоящее время, разделенный по командам внутри Фонда стандартов XMPP, поимённо.

### Совет XMPP (англ.The XMPP Council)
Совет XMPP (англ. The XMPP Council) — это группа осуществляющая контроль над технической стороной развития XMPP посредством утверждения протоколов расширения XMPP (англ. XMPP Extension Protocols, XEP). Совет регулируется Уставом XSF и XEP-0001 — дополненными политиками и процедурами.
Совет избирается членами XMPP Standards Foundation. В целях прозрачности доступны журналы чат-комнат и архивы рассылок по электронной почте (любой может подписаться на рассылку, но только члены Совета могут публиковать сообщения в ней). Совет собирается один раз в неделю в чат-комнате — присоединиться может кто-угодно, комментарии от пользователей приветствуются.
Совет XMPP на 2018—2019 годы состоит из следующих лиц:
- Эммануэль Гил Пейро (фр. Emmanuel Gil Peyrot)
- Георг Лукас (нем. Georg Lukas) постоянный консультант по Информационной безопасности, сторонник Easy XMPP, руководитель yaxim[20] также известной, как Yet Another XMPP Instant Messenger (рус. Ещё один XMPP мессенджер).
- Дейв Кридленд (англ. Dave Cridland) работает на Metre[21], и работал ещё на нескольких серверах. В настоящее время он работает над решениями для обмена сообщениями в Threads Styling[22].
- Йонас Шефер (нем. Jonas Schäfer) работает над клиентской библиотекой aioxmpp для Python, имеет клиент на основе FLOSS Qt и находится в команде редакторов XSF. Он также создал поисковой сервис search.jabber.network и руководит им.
- Кевин Смит (англ. Kevin Smith) работает в Isode, где он отвечает за сервер M-Link и другие проекты XMPP. Он использует клиент Swift XMPP с открытым исходным кодом. Ранее он был руководителем проекта Psi. Кевин также является автором нескольких XEP и соавтором книги XMPP: Полное руководство (англ. XMPP: The Definitive Guide).

### Совет директоров XSF (англ.The Board of Directors of the XMPP Standards Foundation)
Совет директоров XSF (англ. The Board of Directors of the XMPP Standards Foundation) курирует деловые отношения внутри организации.
Избранный членами XSF Совет директоров на 2018—2019 годы состоит из следующих лиц:
- Ральф Мейер (англ. Ralph Meijer) является ведущим разработчиком нескольких проектов связанных с Jabber, включая Wokkel[24] и поддержку XMPP в Twisted, компоненте Idavoll pubsub и Planet Jabber. Ральф был членом Совета XMPP с 2004 по 2013 год и является членом Совета директоров XSF с 2013 года.
- Мэтью Уайлд (англ. Matthew Wild) является основателем проекта Prosody XMPP и ряда небольших проектов[25] XMPP. Мэтью является автором и соавтором различных XEP и помогает поддерживать оригинальную систему мгновенного обмена сообщений Jabber.org.
- Guus der Kinderen является внештатным разработчиком программного обеспечения и ведущим разработчиком сервера OpenFire XMPP. В настоящее время он является председателем совета директоров Ignite Realtime Foundation, организации, занимающейся продвижением и поддержкой разработки программного обеспечения в сообществе Ignite Realtime Open Source.
- Николас Верите (фр. Nicolas Vérité) является основателем командного чата Nayego[26]. В прошлом он работал в качестве владельца MongooseIM, клиентов Mangosta для iOS и Android, владельца чата Libon, также был участником сообщества JabberFr[27] и менеджером проектов для ProcessOne[28] в ejabberd.
- Северино Феррер (англ. Severino Ferrer) является разработчиком программного обеспечения и членом XSF. Он является соавтором XEP-0382 и работает в Команде связи XSF.

### Команда XSF занимающаяся саммитами, конференциями и встречами (англ.Summits Conferences & Meetups Team)
Команда XSF работающая с саммитами, конференциями и встречами отвечает за поддержку связанных с XMPP саммитов, конференций и встреч. Члены команды утверждаются Правлением. (англ. The Summits, Conferences And Meetups work team is responsible for supporting XMPP-related summits, conference activity, and meetups. Team members shall be approved by the Board.) Она была учреждена Советом директоров XSF в 2017 году и в настоящее время состоит из следующих добровольцев:
- Максим Бюке (англ. Maxime Buquet)
- Guus der Kinderen
- Даниэль Гульч (нем. Daniel Gultsch)
- Николас Верите (фр. Nicolas Vérité)

### Команда XSF отвечающая за совершенствование и обслуживание инфраструктуры XSF (англ.XSF Infrastructure Team)
Команда XSF отвечающая за инфраструктуру XSF (англ. XSF Infrastructure Team) — отвечает за обслуживание и совершенствование машин, программного обеспечения и других инструментов, используемых XSF для предоставления пользователям своих веб-сайтов, списков обсуждений, чатов и других услуг. Его конкретные сферы ответственности включают в себя:
- Обслуживание нескольких физических серверов размещенных в USSHC (англ. Several physical server machines hosted at USSHC)
- Обслуживание операционных систем (англ. Operating system maintenance (Debian GNU/Linux))
- Поддержка и обслуживание веб-сервера и связанного с ним программного обеспечения (англ. Web server and associated software (lighttpd, MySQL, WordPress, MediaWiki))
- Разработка и поддержка инструментов для XEP, например скрипты на Python, сценарии командной строки, а также XSLT (англ. Tools for XEP publication (Python scripts, shell scripts, XSLT))
- Обслуживание и поддержка серверов на которых размещены электронные почты и некоторого программного обеспечения (англ. Email server and list software (Postfix and Mailman))
- Контроль исходников (Subversion и ряд других продуктов предоставлены бесплатно Atlassian) (англ. Source control (Subversion and various products donated by Atlassian))
- Обслуживание XMPP серверов, чат-комнат и ботов (англ. XMPP server, chatrooms, and bots (Prosody and homegrown software))
- Обслуживание DNS (BIND, с использованием зеркал) (англ. DNS (BIND, with mirrors))
- Цифровые сертификаты (англ. Digital certificates)
- Резервное копирование данных (предоставлено ASET в Университете штата Пенсильвания) (англ. Data backups (provided by ASET at Penn State University))

Подробнее об текущей команде и обязанностей каждого:
- Кевин Смит (англ. Kevin Smith) — Руководитель команды. Обслуживание операционных систем. Работа над XMPP. Обслуживание веб-сервера. Контроль исходников.
- Андерс Конбере (англ. Anders Conbere) — Работа над XMPP, а также инструментами разработки XEP.
- Фабио Форно (итал. Fabio Forno) — Работа над XMPP, а также ботами.
- Майкл Григуч (нем. Michael Grigutsch) — Обслуживание сервера электронной почты, и некоторого программного обеспечения к нему. Обслуживание DNS.
- Вакас Хуссейн (англ. Waqas Hussain) — Работа над XMPP.
- Флориан Дженсен (дат. Florian Jensen) — Обслуживание операционных систем, а также DNS.
- Guus der Kinderen
- Маркус Лундблад (швед. Marcus Lundblad) — Работа над XMPP.
- Тобиас Маркманн (исланд. Tobias Markmann) — Работа над инструментами разработки XEP. Поддержка веб-сервера. Контроль исходников.
- Джереми Миллер (англ. Jeremie Miller) — Обслуживание физических серверов и DNS. По совместительству является заслуженным членом Фонда стандартов XMPP.
- Джек Моффит (англ. Jack Moffitt) — Работа над XMPP. Поддержка веб-сервера.
- Эдвин Монс (англ. Edwin Mons) — Обслуживание сервера электронной почты, и некоторого программного обеспечения к нему. Обслуживание DNS. Поддержка и обслуживание операционных систем. Обслуживание веб-сервера.
- Стивен Паркс (англ. Steven Parkes)
- Питер Сен-Андре (норв. Peter Saint-Andre) — Обслуживание DNS. Обслуживание сервера электронной почты, и некоторого программного обеспечения к нему. Работа над XMPP, а также инструментами разработки XEP. Поддержка актуальности цифровых сертификатов. Обслуживание веб-сервера. Контроль исходников.
- Джонатан Сигл (англ. Jonathan Siegle) — Резервное копирование данных. Обслуживание операционных систем. Поддержка и работа над межсетевым экраном организации.
- Лука Тальяферри (итал. Luca Tagliaferri)
- Майк Тейлор (англ. Mike Taylor) — Работа над инструментами разработки XEP.
- Ремко Тронсон (фр. Remko Tronçon) — Работа над XMPP, а также ботами.
- Мэтью Уайлд (англ. Matthew Wild) — Обслуживание операционных систем. Работа над XMPP. Обслуживание веб-сервера.

### Команда связи XSF (англ.The XSF Communication Team)
Команда связи XSF (англ. The XSF Communication Team) призвана информировать сообщество XMPP и всех заинтересованных о новостях и последних событиях в XMPP. Команда состоит из членов XSF, которые заявили о своем желании присоединиться к ней и выполнить её миссию. Членство в команде было одобрено Советом директоров XSF (англ. The Board of Directors of the XMPP Standards Foundation).
Полный список команды с ихними никнеймами в квадратных скобках:
- Ян-Карел Бренд (нидерл. Jan-Carel Brand [jcbrand]) — Председатель команды.
- Даниэль Вишневски (англ. Daniel Wisnewski [Daniel_W])
- Николас Верите (фр. Nicolas Vérité [Nyco])
- Северино Феррер де ля Пенитта (исп. Severino Ferrer de la Peñita [Seve or SouL])

### Команда редакторов XSF
Команда редакторов XSF (англ. XSF Editor Team) созданная в начале 2014 года, отвечает за выполнение обязанностей, связанных с уточнением и постоянным улучшением процессов командной работы для управления функциями редактора XEP (англ. XEP Editor) и регистратора XMPP (англ. XMPP Registrar) в соответствии с XEP-0001 и XEP-0053. Члены команды выбираются Советом XMPP, после вызова добровольцев из числа членов XSF, и утверждаются Советом директоров XSF.
В настоящее время членами команды являются:
- Ян-Карел Бренд (нидерл. Jan-Carel Brand)
- Питер Сен-Андре (норв. Peter Saint-Andre)
- Йонас Шефер (нем. Jonas Schäfer)
- Флориан Шмаус (англ. Florian Schmaus)
- Кевин Смит (англ. Kevin Smith)

### Другие члены XSF
В этом разделе представлены другие члены XSF. Они состоят в Фонде стандартов XMPP, как его члены, но при этом не состоят ни в одной из вышеперечисленных команд. Они также могут участвовать в выборах в Совет XMPP и Совет директоров XSF. Со списком вы можете ознакомиться ниже:
- Джулиан Миссиг (англ. Julian Missig) — является почетным членом Фонда Стандартов XMPP.
- Анджей Войчик (пол. Andrzej Wójcik)
- Козлов Константин Сергеевич (англ. Kozlov Konstantin Syergyeyevich)
- Питер Вахер (нем. Peter Waher)
- Винфрид Тиланус (нем. Winfried Tilanus)
- Лэнс Стаут (англ. Lance Stout)
- Джонатан Шлейфер (люксемб. Jonathan Schleifer)
- Пол Шауб (англ. Paul Schaub)
- Фабиан Саутер (фр. Fabian Sauter)
- Арк Райли (англ. Arc Riley)
- Томас Малдауни (англ. Thomas Muldowney) — является почетным членом Фонда Стандартов XMPP.
- Микаэль Ремон (фр. Mickaël Rémond)
- Ану Покхарел (маялаялам Anu Pokharel)
- Джером Пуассон (фр. Jérôme Poisson)
- Даниэль Покок (англ. Daniel Pocock)
- Матье Паске (фр. Mathieu Pasquet)
- Дейв Смит (англ. Dave Smith) — является почетным членом Фонда Стандартов XMPP.
- Dele Olajide
- Иво Мирес (нем. Yvo Meeres)
- Бартош Малковски (пол. Bartosz Malkowski)
- Иоахим Линдборг (швед. Joachim Lindborg)
- Войцех Капча (пол. Wojciech Kapcia)
- Тимоти Яуссоин (фр. Timothée Jaussoin)
- Артур Хефчиц (пол. Artur Hefczyc)
- Ксавье Феррер (исп. Xavier Ferrer)
- Дэмиен Йеске (англ. Damien Jeske)
- Райан Итмон (англ. Ryan Eatmon) — является почетным членом Фонда Стандартов XMPP.
- Тим Хенкс (норв. Tim Henkes)
- Давиде Конзон (итал. Davide Conzon)
- Трэвис Буртрум (англ. Travis Burtrum)
- Людовик Боке (фр. Ludovic Bocquet)
- Марио Белинг (англ. Mario Behling)
- Ким Альвефур (тур. Kim Alvefur)
- Thijs Alkemade